# Pimoa cthulhu
Espèce
Pimoa cthulhu est une espèce d'araignées aranéomorphes de la famille des Pimoidae.

## Distribution
Cette espèce est endémique de la Californie, aux États-Unis,. Elle se rencontre dans les comtés de Mendocino et de Sonoma.

## Description
Le mâle holotype mesure 10,5 mm et la femelle paratype 12,3 mm.

## Étymologie
Son nom d'espèce lui a été donné en référence à Cthulhu, créature fantastique dans l'œuvre littéraire de H.P. Lovecraft.

## Publication originale
- Hormiga, 1994 : A revision and cladistic analysis of the spider family Pimoidae (Araneoidea: Araneae). Smithsonian Contributions to Zoology, no 549, p. 1-104 (texte intégral).